# Nazionale maschile di beach soccer di Porto Rico
La nazionale di beach soccer di Porto Rico rappresenta Porto Rico nelle competizioni internazionali di beach soccer.

## Rosa
| N. |                       | Ruolo | Calciatore       |
| -- | --------------------- | ----- | ---------------- |
| 1  | Porto Rico (bandiera) | P     | Javier Moya      |
| 2  | Porto Rico (bandiera) | C     | Francisco Quiles |
| 3  | Porto Rico (bandiera) | D     | Carlos Vendrell  |
| 4  | Porto Rico (bandiera) | A     | Joshua Martínez  |
| 5  | Porto Rico (bandiera) | D     | Héctor Rivera    |

| N. |                       | Ruolo | Calciatore      |
| -- | --------------------- | ----- | --------------- |
| 6  | Porto Rico (bandiera) | D     | Alex Santos     |
| 7  | Porto Rico (bandiera) | A     | Carlos Astondoa |
| 8  | Porto Rico (bandiera) | A     | Dorian González |
| 9  | Porto Rico (bandiera) | A     | Eieri Jordan    |
| 10 | Porto Rico (bandiera) | P     | Joseph Pereira  |